# سیارک ۲۷۱۰۱
سیارک ۲۷۱۰۱ (به انگلیسی: 27101 Wenyucao، نامگذاری:1998VK7)۲۷۱۰۱مین سیارک کشف شده‌است که در ۱۰ نوامبر ۱۹۹۸ کشف شد.